# Süphan Dağı
Süphan Dağı je stratovulkán nacházející se na severním břehu jezera Van na východě Malé Asie v Turecku. Jeho vrchol je trvale pokryt ledem a s výškou 4 058 m n. m. je to druhá nejvyšší sopka v Turecku (po Araratu). Stavba sopky je tvořena komplexem přeměněných andezito-dacitových a čedičových lávových proudů a několika lávovými dómy, pyroklastickými struskovými kužely a parazitickými krátery, které jsou uspořádány radiálně kolem hlavního kráteru na severních, jižních a východních úbočích vulkánu.